# Jumatowo (Baszkortostan)
Jumatowo (ros. Юматово) – wieś (dieriewnia) w Rosji, w Baszkortostanie, w rejonie ufimskim. W 2010 liczyła 1598 mieszkańców.